# 升链条件
在数学中，升链条件（Ascending Chain Condition）和降链条件（Descending Chain Condition）是一些代数结构具有的性质，例如交换环中的理想。

## 定义
偏序集{\displaystyle P}满足升链条件，如果在{\displaystyle P}中不存在严格升序列
{\displaystyle a_{1}<a_{2}<a_{3}<\cdots }
其中的{\displaystyle a_{i}}都是{\displaystyle P}中的元素。等价地，{\displaystyle P}中任意不严格升序列
{\displaystyle a_{1}\leq a_{2}\leq a_{3}\leq \cdots }
最终都是稳定的，即存在一个正整数{\displaystyle n}使得
{\displaystyle a_{n}=a_{n+1}=a_{n+2}=\cdots .}
类似地，{\displaystyle P}满足降链条件如果在{\displaystyle P}中不存在严格降序列或者每个不严格降序列最终都是稳定的。 

## 性质
- 利用选择公理，偏序集{\displaystyle P}满足降链条件等价于{\displaystyle P}满足良基关系：{\displaystyle P}的每个非空子集都有一个极小元。满足良基关系的偏序集称为良序集。
- 类似地，偏序集{\displaystyle P}满足升链条件等价于{\displaystyle P}的每个非空子集都有一个极大元。

## 例子
正整数环{\displaystyle \mathbb {Z} }中的理想满足升链条件，其中理想是通过包含关系进行排序，于是{\displaystyle \mathbb {Z} }是一个诺特环。